# IC 470
IC 470 је двојна звијезда у сазвјежђу Рис која се налази на листи објеката дубоког неба у Индекс каталогу.
Деклинација објекта је + 46° 4' 45" а ректасцензија 7h 23m 31,4s.